# أدو بايرو
أدو بن عبد الله بايرو (بالإنجليزية: Ado Bayero)‏ هو أمير ولاية كانو في شمال نيجيريا.
توفي في شعبان 1435 هـ / حزيران 2014 م، عن عمر يناهز 83 عاما.